# Cục Bảo vệ Di tích Ba Lan
Cục Bảo vệ Di tích Ba Lan (tiếng Ba Lan: Departament Ochrony Zabytków, DOZ) là một trong những cục trực thuộc Bộ Văn hóa và Di sản Quốc gia Ba Lan chịu trách nhiệm hoạt động giám sát và tuân thủ theo Đạo luật bảo vệ và chăm sóc di tích. Cục Bảo vệ Di tích Ba Lan thành lập vào ngày 1 tháng 3 năm 2002 thay thế cho Văn phòng Bảo tồn Di tích địa chỉ tại Ksawerów, quận Mokotów, Warszawa (chỉ thay đổi tên và giảm bớt số lượng nhân viên đi chút ít)
Giám đốc đầu tiên của Cục Bảo vệ Di tích Ba Lan là Jacek Rulewicz. Ông giữ vị trí này cho đến khi trở thành giám đốc của Trung tâm nghiên cứu tài liệu về di tích quốc gia (KOBiDZ) thuộc Ủy ban di sản quốc gia Ba Lan. Người kế nhiệm Jacek Rulewicz là ông Alberto Soldani. Alberto Soldani giữ chức vụ này đến khi qua đời vào tháng 11 năm 2005. Do đó tháng 9 năm 2006, phó giám đốc là Dariusz Jankowski lãnh đạo Cục Bảo vệ Di tích Ba Lan. Người kế nhiệm: Jacek Dąbrowski trở thành người đứng đầu Cục Bảo vệ Di tích Ba Lan vào đầu năm 2011.
Cục Bảo vệ Di tích Ba Lan được chia thành:
- Cục bảo tồn
- Tài phán hành chính
- Phòng kế hoạch và giải quyết tài trợ